# Kangley (Washington)
Kangley ist ein gemeindefreies Gebiet im King County im US-Bundesstaat Washington. Es liegt östlich von Maple Valley und nördlich des Kanaskat-Palmer State Park.
Kangley liegt 29 Meilen (47 km) südöstlich von Seattle an der ehemaligen Bahnstrecke der Northern Pacific and Milwaukee Railroad. Am Ende der Kent-Kangley Road liegt Kangley vier Meilen (6,5 km) östlich von Ravensdale und zwei Meilen (3,2 km) südlich von Selleck; man fährt von der Kreuzung der Kent-Kangley Rd. und der 346th Ave SE nordwärts bis zum SE 263rd Place nahe Brown’s Creek.
Der Ort formierte sich in den späten 1880er Jahren aufgrund der Kohlevorkommen und wurde nach dem Vizepräsidenten der Northern Pacific Coal Co., John Kangley, benannt. Das Bergwerk in Kangley, welches zeitweise aus drei verschiedenen Schächten bestand, galt als eines derer mit der hochwertigsten Kohle bei einem Aschengehalt von nur zweieinhalb bis drei Prozent, während die andernorts produzierte Kohle einen Aschengehalt von 10 … 15 % aufwies. In Kangley wurde am 30. Juni 1890 ein Postamt eröffnet. John Peterson Jr. war der erste Amtsvorsteher. Die Post wurde im Bergwerk verteilt, wo Peterson arbeitete. Am 20. Oktober 1898 wurde das Postamt für vier Jahre geschlossen; es wurde am 28. Februar 1903 wieder eröffnet. Mit der Neueröffnung wurde John Lavender Amtsvorsteher. Die Post wurde von Lavender’s Store verteilt. Am 4. März 1910 wurde der Name des Postamts in Selleck geändert. Ein Gebiet nahe Lavender’s Store, zwischen Kangley und Selleck gelegen, wurde Lavender Town genannt. Das Postamt wurde endgültig geschlossen und die Postleitzahl 98064 mit der von Ravensdale zu 98051 vereint.
Die Kohleförderung wurde 1912 … 1914 eingeschränkt. Da die Northern Pacific Coal Co. Eigentümerin war, wurden die meisten Häuser in Kangley zusammengeklappt und per Bahn nach Roslyn transportiert, wo der Bergbau zu boomen begann. Wenige originale Bergmanns-Häuser blieben zurück, v. a. am SE 268th Place.
Ein Pfeiler des späteren Lebens in Kangley war Truman’s Country Store, der sich an der Ecke SE 268th St./ 348th Ave SE befand. Der Eigentümer des Gemischtwarenladens mit Tankstelle und Kneipe, Truman Nelson, kam 1965 nach Kangley und konnte regelmäßig beobachtet werden, wie er sein Golfmobil die 346th Ave SE rauf und runter fuhr. Die Schließung von Truman’s Country Store in den 1980er Jahren markierte das Ende des Geschäftslebens in Kangley und kurze Zeit später wurde die Gegend nicht mehr als Stadt angesehen.

## Quelle
- credit-Globe News, 4. Juli 1976